# عطا الله أبو زياد
عطا الله محمد أبو زياد العيزري (5 يناير 1942 - 26 نوفمبر 2019) شاعر فلسطيني. ولد في قرية العيزرية قرب قدس. حصل على ليسانس آداب في اللغة العربية من جامعة بيروت العربية سنة 1971. عمل معلمًا وتربويًا وتنقل بين الأردن والمغرب وسلطنة عمان. هو من مؤسسي اتحاد الكتاب والأدباء الأردنيين سنة 1987. توفي في الزرقاء، ودفن في مقبرة الهاشمية بها. 

## سيرته
ولد عطاء الله محمّد يوسف أبو زياد العيزري يوم 5 يناير 1942/ 18 ذو الحجة 1360 في قرية العيزرية بالقدس ونشأ بها. درس في القدس وأنهى الثانوية في المدرسة الرشيدية فيها سنة 1959، ثم حصل على شهادة الليسانس في اللغة العربية وآدابها من جامعة بيروت العربية سنة 1971. عمل مدرّساً للّغة العربية في الأردن ودد من الدول العربية من 1963 حتى 1997، وعمل أيضًا في سلك التربية وعلم المكتبات، وقد انتدب للعمل مدة في المغرب من 1975 حتى 1978 في مدينة كلميمة، ثم سلطنة عمان من 1982 حتى 1987 في منطقة العاصمة. وعمل بعد التقاعد بالتدريس في الجمهورية اليمنية من 1989 حتى 1992 في معهد المعلمين بتعز، وفي الجماهيرية الليبية من 1992 حتى 1997 في معاهد المعلمين والمعلمات في الجبل الغربي، جادو وشكشوك.
يعد عضوًا مؤسسًا في اتحاد الكتاب والأدباء الأردنيين في 1987، ونادي أسرة القلم الثقافي في الزرقاء سنة 1973. وقد شارك في إحياء العديد من الأمسيات الشعرية في الأردن وخارجه. وكتب في عدد من الصحف المحلية والملاحق الثقافية في الثمانينات، وفي الملاحق الثقافية لعدد من الصحف العربية.  فمارس الكتابة الصحفية، كـ«الدستور» الأردنية و «عُمان» العُمانية و«الجمهورية» اليمنية، حيث كان ينشر مقالات متنوعة تحت عنوان «في رياض الأدب» وهو عبارة عن لطائف من كتب أدبية قرأتها وعنوان آخر هو «قرأت لك» وهو عبارة عن تقديم لكتاب أدبي شعري أو نثري.
توفي عطالله أبو زياد يوم 26 نوفمبر 2019/ 29 ربيع الأول 1441 في الزرقاء، ودفن في مقبرة الهاشمية بها. 

## جوائزه وتكريمه
- 1 يناير 2016: كرمته اتحاد الكتاب والأدباء الأردنيين كأحد مؤسسي الاتحاد. [8][9]

## مؤلفاته
من دواوينه الشعرية:
- «أنتِ والدنيا عَلَيّا»، 1988
- «على طريق الشوق»، مخطوطة
- «الصبر النافد»، 2002: قصائد كتبها بين 1970-1985[10]
- «الأعمال الشعرية الكاملة»، 2002
- «صَلْي المحاميس»، شعر شعبي / النبطية، 2010
- «الطيور المهاجرة»، 2013